# Miroslav Váša
Miroslav Váša (16. května 1920, České Budějovice – 14. srpna 1996, Praha) byl český malíř, grafik a ilustrátor. Věnoval se především knižním ilustracím a návrhům knižních obálek a také užité a propagační grafice.

## Z knižních ilustrací

### Česká literatura
- Nina Bonhardová: Polyxena (1985),
- Nina Bonhardová: Román o Doubravce České a Měškovi Polském (1980),
- Nina Bonhardová: Selský mor (1982),
- Nina Bonhardová: Tanec rabů (1981),
- Jiří Brdečka: Kolty bez pozlátka (1987),
- Bohuslav Březovský: Čistá duše (1983),
- Bohuslav Březovský: Tajemný hrad Svojanov (1980),
- Bohumír Fiala: Údolí medvědů (1969),
- František Gellner: Hořká láska (1984),
- Jaroslav Hašek: Dacani táhnou (1960),
- Jaroslav Hašek: Politické a sociální dějiny strany mírného pokroku v mezích zákona (1982),
- Václav Horyna: Lžíce medu (1989),
- Václav Horyna: Perly mezi kamením (1980),
- Filip Jánský: Zkouška důvěry (1985),
- František Kubka: Karlštejnské vigilie (1971),
- Jiří Mařánek: Romance o Závišovi, Petr Kajícník, Barbar Vok (1970),
- František Palacký: Z naší slavné minulosti – výbor z dějin (1948),
- Ladislav Mikeš Pařízek: Černošské báje a pohádky (1958),
- Ladislav Mikeš Pařízek: Hledači ztraceného stínu (1969),
- Ladislav Mikeš Pařízek: Hvězdy nad Kandelem (1973),
- Ladislav Mikeš Pařízek: Jezero Manyara (1984),
- Ladislav Mikeš Pařízek: Kraj dvojí oblohy (1953),
- Ladislav Mikeš Pařízek: Lala: tvoje kamarádka z Konga (1969),
- Ladislav Mikeš Pařízek: Prales leopardů (1958),
- Ladislav Mikeš Pařízek: Řeka kouzelníků (1956),
- Josef Petráň: Rebelie (1975),
- Stanislav Rudolf: Nebreč, Lucie (1985),
- Ludvík Souček: Případ baskervillského psa (1972).
- Karolína Světlá: Povídky z Ještěda (1956),
- Zdeněk Šmíd: Babinec (1990),
- Václav Šolc: Jsem Indián (1984),
- Václav Šolc: Synové kondorů (1987),
- Václav Šolc: Stín dvou orlů (1983),
- Josef Hais Týnecký: Janovické vojny (1987),
- Ludmila Vaňková: První muž království (1983),
- Ludmila Vaňková: Rab z Rabštejna (1985).

### Světová literatura
- Šolom Alejchem: Tovje vdává dcery (1958),
- Corrado Alvaro: Dvacetiletí (1979),
- Giovanni Boccaccio: Dekameron (1979),
- Charles Dickens: Nadějné vyhlídky (1965),
- Alexandr Grin: Poklad afrických hor (1972),
- Michail Iljin: Uskutečněná pohádka (1951),
- Lev Kiršner: Šifrovaná zpráva (1965),
- Witold Makowiecki: Příhody Řeka Melikla (1959),
- Witold Makowiecki: Tři útěky z Korintu (1961),
- François Gayot de Pitaval: Slavné kriminální případy (1966),
- François Gayot de Pitaval: Slavné soudní případy (1967),
- Erich Maria Remarque: Miluj bližního svého (1983),
- Götz Rudolf Richter: Lvi přicházejí (1978),
- August Šenoa: Selská vzpoura (1953).